# Чемпионат Дании по шоссейному велоспорту
Чемпионат Дании по шоссейному велоспорту — национальный чемпионат Дании по шоссейному велоспорту. За победу в дисциплинах присуждается майка в цветах национального флага (на илл.).
Впервые чемпионат был проведён в 1932 году среди мужчин в индивидуальной гонке. В 1981 году добавляется женская групповая, а с 1982 индивидуальная гонка. С 1986 проводится групповая гонка среди мужчин.